# 아이폰 11
아이폰 11(iPhone 11)은 애플이 설계, 개발, 마케팅한 스마트폰이다. 13세대의 저가 아이폰으로, 아이폰 XR의 뒤를 잇는다. 2019년 9월 10일, 쿠퍼티노 애플 파크의 스티브 잡스 시어터에서 애플의 CEO 팀 쿡에 의해 더 상급인 아이폰 11 프로 플래그십과 함께 공개되었으며, 선주문은 2019년 9월 13일 시작되며 공식 출시는 2019년 9월 20일이다. 눈에 띄는 변화는 새로운 애플 A13 바이오닉 칩, 새로운 울트라 와이드 듀얼 카메라 시스템이다. 아이폰 11 프로가 새로운 18W 라이트닝 고속 충전기를 포함하는 반면, 아이폰 11은 이전 아이폰에서 볼 수 있는 동일한 5W 충전기가 포함된다. 그러나 두 모델 모두 더 고속인 충전기들을 활용할 수 있다.

## 디자인
| 색상 | 이름          |
| ---- | ------------- |
|      | 블랙          |
|      | 화이트        |
|      | 퍼플          |
|      | 옐로          |
|      | 그린          |
|      | 프로덕트 레드 |

아이폰 11은 6가지 색으로 출시된다: 퍼플, 옐로, 그린, 블랙, 화이트, 레드.
아이폰 11은 2개의 후면 카메라가 있으며, 아이폰 11 프로는 3개가 있다.

## 사양

### 하드웨어
아이폰 11 프로와 함께 아이폰 11은 애플의 새로운 A13 바이오닉 프로세서를 탑재하고 있다.
아이폰 11은 3개의 내장 스토리지 옵션이 있다. 4GB의 램을 갖추고 있다.
전작과 비슷하게 아이폰 11과 프로는 IP68 방수를 지원한다.

### 소프트웨어
아이폰 11은 iOS 13을 포함하였다.
지금 iOS 16.1까지 업그레이드 되었다.

## 같이 보기
- 스마트폰 비교
- 아이폰의 역사
- IOS 제품 목록